# Beglecy
Beglecy (Беглецы) è un film del 1932 diretto da Jurij Viktorovič Tarič.